# ناو زره‌پوش کلاس ایبوکی
ناو زره‌پوش کلاس ایبوکی (به انگلیسی: Ibuki-class armored cruiser) یک کلاس از کشتی است که طول آن ۴۵۰ فوت (۱۳۷٫۲ متر) می‌باشد.